# ابن عنبة
جمال الدِّين أحمد بن علي بن الحسين الحسني الحسيني المشهور بٱبنِ عِنَبَة مؤرخ ونسابة شيعي، ولد سنة 748هـ في الحلة في العراق، ومات بكرمان في إيران سنة 828هـ

## نسبه
هو جمال الدين، أحمد بن علي بن الحسين بن علي بن مهنا بن عنبة الأصغر بن علي عنبة الأكبر ابن محمد -المهاجر من الحجاز إلى العراق- ابن يحيى بن عبد الله بن محمد بن يحيى الزاهد بن محمد المدني الشهير بابن الرومية، ابن داود الأمير ابن موسى الثاني ابن عبد الله الرضا بن موسى الجون بن عبد الله المحض بن الحسن المثنى ابن الحسن السبط ابن علي بن أبي طالب
و: عِنَبَة، الذي ينتسب إليه هو: جدّهُ الأصغر، واسم جدّه الأكبر أيضًا، كما ذكر الزبيدي في تاج العروس، وجده الأكبر أبو قبيلة من أشراف بنى الحسن بالعراق ونواحي الحلة.

## دراسته
درس ابن عنبة الفقه والحساب والأدب والشعر والتاريخ وعلم الأنساب. وقد استفاد ابن عنبة في دراسته من الكتب والأساتذة، ولكن مما لا شك فيه أنه اكتسب أغلب زاده العلمي من تصانيف ابن معية أستاذه النسابة الشيعي الشهير أبي عبد الله محمد بن القاسم ابن معية الديباجي اثنتي عشرة سنة فقهًا وحديثًا ونسبًا وأدبًا وغير ذلك، ويبدو من سيرة حياته أنه قام برحلات عديدة بعد وفاة ابن معية، فسافر إلى أصفهان وهراة وسمرقند ومكة ومذار (في دستميسان) واستفاد من علماء النسب فيهم.

## كتبه ومصنفاته
بحكم اختصاصه في علم الأنساب، فإن جميع مؤلفاته لم تخرج من دائرة هذا العلم، ومصنفاته هي:
- عمدة الطالب في أنساب آل أبي طالب
- التحفة الجمالية في أنساب الطالبية
- الفصول الفخرية في أصول البرية، باللغة الفارسية
- بحر الأنساب في نسب بني هاشم